# Língua ugarítica
O idioma ugarítico só é conhecido na forma de escritos encontrados, inicialmente, na cidade perdida de Ugarite, na Síria, desde sua descoberta por arqueólogos franceses em 1928. Estes escritos foram extremamente importantes para estudiosos do Velho Testamento, por auxiliarem a clarificar textos hebraicos e revelarem mais de como o judaísmo utilizava frases comuns, expressões literárias e frases empregadas pelas culturas gentias que o cercavam.
A língua ugarítica foi "a maior descoberta literária da Antiguidade desde o deciframento dos hieróglifos egípcios e da escrita cuneiforme mesopotâmica. Entre as obras literárias descobertas em Ugarite estão a Lenda de Keret, o Épico de Aqhat (ou Lenda de Danel), o Mito de Baal-Aliyan, e a Morte de Baal — sendo que os últimos dois também são conhecidos coletivamente como o Ciclo de Baal — todos eles revelando uma mitologia cananéia.
O ugarítico era uma língua semítica escrita no alfabeto ugarítico cuneiforme, dotado de 27 consoantes e três vogais. Para o observador casual, ela parece similar ao cuneiforme mesopotâmico, mas não tinha qualquer relação (ver alfabeto ugarítico). É o exemplo mais antigo da família das escritas semíticas do ocidente que, com   estrutura semelhante(embora com formas lineares em vez de cuneiformes), foram sucedidas pelo fenício, hebraico e aramaico.
A língua de Ugarite está presente em textos do século XIV a.C. até o século XII a.C. A cidade foi destruída em 1180/70 a.C., tendo sido encontrados textos com sua escrita em outros lugares, como na Mesopotâmia.
O ugarítico foi utilizado por uma cultura canaanita, e o uso do termo 'canaanita' para se referir à língua ugarítica é encontrado ocasionalmente. De fato, ele é um parente muito próximo das línguas canaanitas. No entanto, pela perspectiva da taxonomia linguística, ele não é visto como uma língua canaanita, principalmente devido à ausência da mudança ā → ō; ele é considerado um parente próximo da proto-língua da qual as línguas chamadas de canaanitas descendem, e ambas eram faladas na mesma época.
O estudo do ugarítico é útil para os estudiosos do hebraico bíblico porque os textos ugaríticos fornecem um panorama sem paralelos da vida e do ponto de vista religioso dos antigos israelitas. O vocabulário é incrivelmente próximo do hebraico bíblico — muitas palavras ugaríticas são idênticas às suas equivalentes no hebraico bíblico. É a religião de Ugarit, entretanto, que é especialmente importante para os estudos do Velho Testamento, já que o ugarítico foi a antiga língua dos vizinhos mais próximos de Israel, na aldeia moderna de Ras Shamra, situada na atual Síria.